# Rydułtowy
Rydułtowy is een stad in het Poolse woiwodschap Silezië, gelegen in de powiat Wodzisławski. De oppervlakte bedraagt 15 km², het inwonertal 21.910 (2005).

## Verkeer en vervoer
- Station Rydułtowy